# Síndrome de Silvestrini-Corda
Síndrome que se presenta en la cirrosis hepática (más frecuentemente en la cirrosis hepática de Laennec o Cirrosis alcohólica) como consecuencia del trastorno en el metabolismo de algunas hormonas sexuales por parte del hígado. Clásicamente se identifica con la triada: cirrosis hepática, ginecomastia y atrofia testicular.

## Historia
Silvestrini fue el primero en describir un caso de ginecomastia en un hombre con cirrosis hepática atrófica en 1904, posteriormente publicó otros casos análogos en 1924 y 1926. Posterior a esto otros autores describieron casos similares, entre ellos Corda, el cual le agregó al síndrome la atrofia testicular en 1925.

## Sindromografía Clínica
Este síndrome se caracteriza por la asociación de una cirrosis atrófica con síntomas de deficiencia endocrina. Estos síntomas difieren en ambos sexos:

### Sexo masculino
- Pérdida del vello de la barba, del tórax y del pubis.
- Impotencia sexual y disminución de la libido.
- Ginecomastia.
- Reblandecimiento y atrofia testicular

### Sexo femenino
- Alteraciones del ciclo menstrual, con reglas escasas e irregulares y, en ocasiones, amenorrea.
- Esterilidad.
- Cambios atróficos característicos por ausencia de la función ovárica.
- Falta de actividad estrogénica.

Además se presentan todos los síntomas característicos de la cirrosis hepática en fase avanzada, los cuales se pueden observar en ambos sexos.
El hiperestronismo existente en este síndrome es también un factor causal de cáncer de mama.

## Sindromogénesis y etiología
Los síntomas endocrinos se explican por la deficiencia en la producción hormonal y/o la falta de inactivación de las hormonas por las células hepáticas lesionadas. El exceso de hormonas estrogénicas no conjugadas en el hígado permite su acumulación en la sangre y esto inhibe la hormona foliculoestimulante de la hipófisis, lo que ocasiona la sintomatología en la mujer.